# ビジュアルデザイン
ビジュアルデザイン(visual design)とは、絵や写真、コンピュータグラフィックスなどの視覚的な表現で伝達することを目的としたデザインの総称。視覚デザインや視覚伝達デザイン、またはビジュアルコミュニケーションデザインとも言う。映像や音声など視覚以外の伝達方法が含まれる場合もある。